# Russian Songs
Russian Songs – drugi minialbum Nataszy Zylskiej wydany w 1962 roku przez wytwórnię Hed-Arzi wyłącznie na rynek izraelski.

## Lista utworów
Strona a:
1. Дороги разошлись
2. Дальний рейс

Strona b:
1. Ромашки
2. Руки

## Charakterystyka albumu
Album stanowi pierwsze wydawnictwo płytowe Nataszy Zylskiej po jej wyjeździe do Izraela. Na płycie artystka nagrała utwory w języku rosyjskim, a przy jej realizacji pomógł jej dyrygent Aleksander Tarski, który zaaranżował i nagrał z orkiestrą wytwórni Hed-Arzi i Nataszą Zylską wszystkie utwory na płycie.

## Muzycy
- Natasza (Natasha) Zylska – śpiew
- Hed Arzi Orchestra p/d Aleksandra Tarskiego – akompaniament

## Okładka
Płyta posiadała własną okładkę, na której froncie umieszczono zdjęcie artystki, natomiast z tyłu umieszczono krótką notkę biograficzną przedstawiającą jej karierę artystyczną.